# バリ海

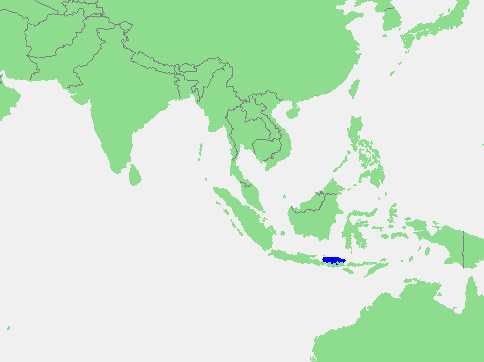
青く着色した領域がバリ海

バリ海（英語: Bali Sea、インドネシア語: Laut Bali、バリ語:Segara Bali）は、インドネシアのバリ島とカンゲアン諸島に囲まれた海域である。東はフローレス海に接し、北西はマドゥラ海峡がある。